# Michaeliskloster (Rostock)

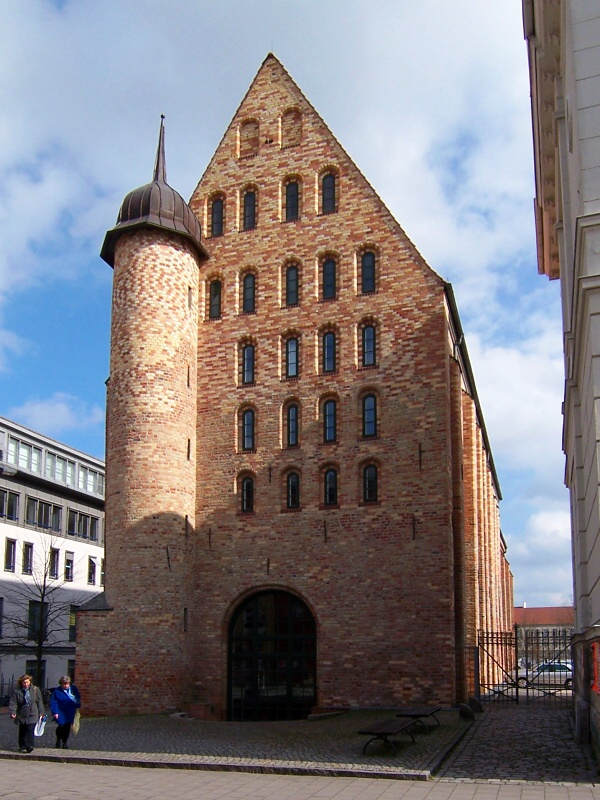
Michaeliskloster (Westseite)

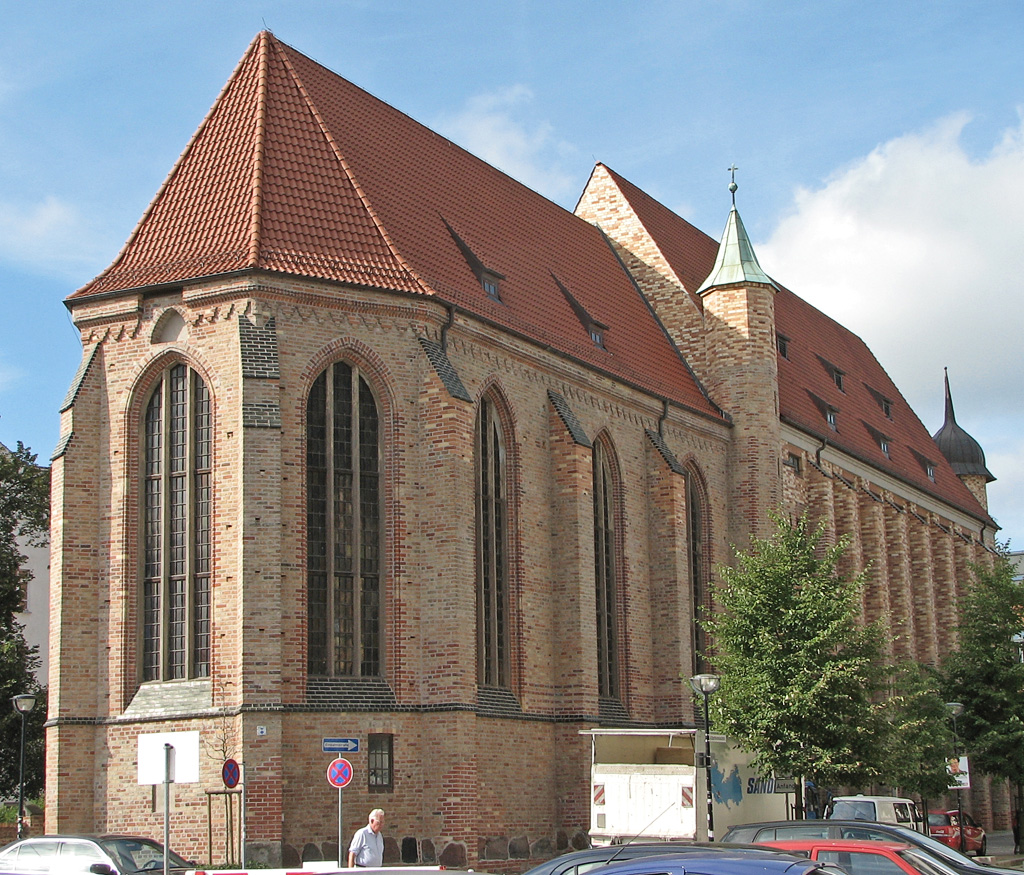
Michaeliskloster (Ostseite)

Das Michaeliskloster in Rostock war ein Fraterhaus der Brüder vom gemeinsamen Leben und beherbergte eine bedeutende Druckerei des ausgehenden Mittelalters, die als die älteste Mecklenburgs und zweitälteste Norddeutschlands gilt.

## Geschichte
Knapp 20 Jahre nach ihrer Ankunft in Rostock im Jahre 1462 begannen die Brüder vom gemeinsamen Leben um 1480 mit dem Bau eines Hauses. Das Gebäude in der heute so genannten Altbettelmönchstraße vereinigte Wohn- und Arbeitsräume mit der dem Heiligen Michael geweihten Klosterkapelle unter einem Dach. Zu der Anlage gehörten acht Buden auf der nördlichen Seite, die spätestens zur Zeit des Dreißigjährigen Krieges verschwanden.
Die Brüder nannten sich Fratres Domus Horti Viridis ad S. Michaelem, also die Brüder des Hauses vom Grünen Garten bei St. Michael. Dazu passt auch der ursprüngliche Straßenname Im Grünen Wege.
Ab 1475 richteten die Fraterherren die erste Buchdruckerei in Rostock ein, in der auch Johann Snell einige Jahre sein Handwerk lernte. Rostock ist damit nach Lübeck der zweitälteste Druckort in Norddeutschland und der älteste Druckort in Mecklenburg-Vorpommern. Die Frage, ob die Brüder auch, wie früher angenommen, die Betreiber einer bedeutenden Rostocker Buchbinderei waren, deren  Einbände, die sich durch charakteristische Stempel auszeichnen, in vielen Bibliotheken rund um die Ostsee nachweisbar sind, ist umstritten und wird heute eher verneint.
1529 kam es zu einer Auseinandersetzung mit dem Herzog Heinrich V., als die Brüder eine Ausgabe des Neuen Testaments von Hieronymus Emser drucken wollten, der Herzog dies aber auf Drängen Martin Luthers untersagte. 1531 stellte die Druckerei ihren Betrieb ein.
Nach der Auflösung des Fraterhauses Ende August 1534 im Zuge der Reformation wurde das Gebäude unterschiedlich genutzt. Zunächst wohnten im Michaeliskloster Studenten der Universität Rostock, später diente es der Stadt Rostock als Zeughaus, Wollmagazin und Getreidelager. Sogar ein Umspannwerk war um 1900 hier untergebracht.

## Heutige Nutzung
Ende April 1942 brannte das Michaeliskloster bei einem britischen Bombenangriff vollständig aus und war seitdem eine Ruine. Der Ostteil wurde bereits in den 1950er Jahren wiederhergestellt und der Evangelisch-methodistischen Kirche übertragen, die hier ihr Gemeindezentrum einrichtete.
Der Westflügel erhielt erst 1994 sein historisches Äußeres zurück. Heute nutzt die Universitätsbibliothek Rostock diesen Bereich des Michaelisklosters für ihre Sondersammlungen und die Fachbibliothek Theologie und Philosophie.